# امی ۳۳۷۵
سیارک ۳۳۷۵ (به انگلیسی: 3375 Amy، نامگذاری:1981JY1) سه هزار و سیصد و هفتاد و پنجمین سیارک کشف شده‌است که در ۵ مه ۱۹۸۱ کشف شد.
قدر مطلق سیارک برابر ۱۳٫۶۰ است.